# Entitat Metropolitana del Transport
L'Entitat Metropolitana del Transport (EMT) era una entitat local integrada per divuit municipis de l'Àrea Metropolitana de Barcelona creada per prestar de forma conjunta els serveis de transport públic de viatgers en el seu àmbit territorial. Fou creada a partir de la Llei //1987 del Parlament de Catalunya juntament amb la Mancomunitat de Municipis de l'Àrea Metropolitana de Barcelona (MMAMB) i l'Entitat del Medi Ambient (EMA-EMSHTR)
Aquestes tres entitats foren dissoltes amb la creació l'any 2011 de l'Àrea Metropolitana de Barcelona.